# Charlie y Lola
Charlie y Lola (en España Juan y Tolola) es una serie de televisión infantil educativa animada británica/estadounidense, creada por Lauren Child, basada en los libros de la misma creadora que fueron lanzados en la década de 2000. La serie fue estrenada el 26 de marzo del 2005 en CBeebies, pero en Latinoamérica fue estrenada por Discovery Kids desde el 13 de mayo del 2006 hasta el 27 de diciembre del 2009, y regresó el 6 de junio del 2016 hasta febrero del 2018, e incluso en México fue estrenada en la cadena Once TV. Se trata unos hermanos llamados Charlie y Lola, Charlie es un niño de 9 años que intenta cuidar a su hermana menor Lola de 4 años/casi cinco con su sabiduría, por ejemplo, probar una comida nueva, perder un diente o cortando el pelo, entre otras más cosas.

## Temporadas
| Temporada | Temporada | Episodios | Estados Unidos           | Estados Unidos          | Hispanoamérica      | Hispanoamérica         | España                | España                   |
| Temporada | Temporada | Episodios | Comienzo                 | Final                   | Comienzo            | Final                  | Comienzo              | Final                    |
| --------- | --------- | --------- | ------------------------ | ----------------------- | ------------------- | ---------------------- | --------------------- | ------------------------ |
|           | 1         | 26        | 8 de septiembre de 2005  | 25 de julio de 2007     | 16 de abril de 2006 | 6 de noviembre de 2007 | 16 de octubre de 2006 | 13 de junio de 2008      |
|           | 2         | 26        | 27 de septiembre de 2008 | 8 de agosto de 2010     | 6 de marzo de 2009  | 10 de junio de 2011    | 8 de junio de 2009    | 19 de septiembre de 2010 |
|           | 3         | 28        | 12 de septiembre de 2011 | 26 de noviembre de 2013 | 18 de marzo de 2012 | 8 de diciembre de 2013 | 5 de abril de 2012    | 26 de febrero de 2014    |

## Personajes

### Principales
- Charlie Summer:  Es un niño de 7 años. En la serie narra las peripecias de su hermana Lola. Cuando Lola se mete en apuros es él quien la ayuda a salir de los problemas. A lo largo de la serie, Charlie siempre anima a Lola probar cosas nuevas. Si ella se niega, se le ocurre un juego o algo que generalmente hace que ella pruebe cosas nuevas, ya sea una nueva comida o un nuevo libro, Charlie siempre logra convencer a Lola de una u otra forma. Además de esto, se preocupa profundamente por Lola y siempre le está enseñando cosas nuevas por las que siente curiosidad y la ayuda cuando está triste o enojada, aunque a veces se enoja con ella cuando hace ruido, se pone en su contra o le trata de hacer la vida imposible sin intención. Se preocupa mucho por el medio ambiente y apoya mucho el reciclaje. Siempre lleva una camiseta con su nombre.
- Lola Summer: Es una peculiar niña de cuatro años/casi cinco años que reside en Gran Bretaña. A ella le encanta la leche rosa y tiende a vivir locas aventuras nadando con ballenas en el baño. Le encanta bailar, brincar, garabatear y colorear. También le gusta Sizzles, el perro de Marv. Su mejor amiga es Lotta aunque también está Soren Lorensen, su amigo imaginario. Nadie puede verlo excepto Lola. Tiene un fuerte carácter como su hermano aunque es inocente e imaginativa. Pero sobre todo ama a su hermano mayor, Charlie, aunque a veces se pone en su contra o le trata de hacer la vida imposible, según ella sin intención debido a su corta edad, pero al final siempre enmienda sus errores.
- Marv: es el mejor amigo de Charlie. Tiene un perro llamado Sizzles, un hermano menor llamado Morten y un hermano mayor llamado Martín.
- Lotta: es la mejor amiga de Lola, a veces tiene los mismos gustos que ella.
- Soren Lorensen: es el amigo imaginario de Lola.
- Mamá y Papá de Charlie y Lola: Nunca aparecen pero en algunos episodios se les hace referencia como personajes existentes.

### Secundarios
- Morten: Es el hermano menor de Marv y amigo y compañero de aventuras de Lola. Su poder es hacer burbujas y “Girar y girar”.
- Martin: Es el hermano mayor de Marv. Es vago, molesto y muy perezoso, nunca limpia su habitación y siempre le dice a sus hermanos que no entren a su habitación, lo que desencadena una serie de hechos, ya que su hermano menor y Lola desobedecen a esto, jurando venganza hacia ellos.

### Animales
- El gato murciélago (Murcigato en la versión latina de la tercera temporada): es una parodia de Batman introducido en la segunda temporada. En el episodio Suertuda, suertuda yo, se ve que tiene una película, la cual Charlie y Lola quieren ver. En la versión latina de la 3.ª temporada, se le cambia el nombre a Murcigato debido al cambio de país de doblaje.
- Bigotes: (†) El ratón de Lola. Murió en el episodio "Nunca, nunca te olvidaré, Bigotes" 1 año después de que lo adoptaran.
- Cosquillas: El 2.º ratón de Lola. Lo adoptaron después de que muriera Bigotes al final de "Nunca, nunca te olvidaré, Bigotes".
- Berta: Está casada con Pelusa y tiene 4 hijos. Es una conejilla de indias, antes se llamaba Bert porque pensaban que era macho.
- Pelusa: Está casado con Berta. Es un conejillo de indias de Perú.
- Sizzles: Es el perro[1] de Marv.

## Serie de televisión
La productora de televisión británica Tiger Aspect Productions adaptó los libros en una serie de televisión. Para ello utilizó el collage como técnica de animación. También la productora usó voces de niños en lugar de voces de adultos para dar vida a los personajes. La primera temporada compuesta por 26 episodios fue transmitida a partir del 26 de marzo de 2005 por las estaciones de televisión Playhouse Disney en Estados Unidos y CBeebies en Reino Unido; mientras que la segunda temporada de 26 episodios fue difundida a partir del 18 de febrero de 2006 por ese mismo canal. La tercera temporada se estrenó un año después por la BBC.